# Wikipédia en maldivien
Wikipédia en maldivien (en maldivien : ދިވެހި ވިކިޕީޑިޔާ ; dhivehi vikipīḍiyā) est l'édition de Wikipédia en maldivien (ou divehi ou dhivehi), langue indique méridionale parlée principalement aux îles Maldives. L'édition est lancée en août 2004. Son code est : dv.
Au 26 mai 2025, l'édition en maldivien contient 3 146 articles et compte 26 847 contributeurs, dont 22 contributeurs actifs et 2 administrateurs.

## Présentation

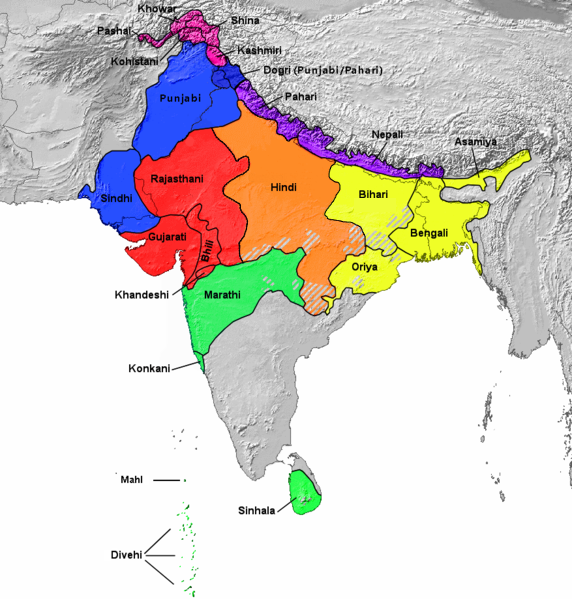
Aire de diffusion du maldivien au sein des langues indo-aryennes.

## Statistiques
- Le 10 mars 2015, l'édition en maldivien compte 3 670 articles et 13 278 utilisateurs enregistrés[2], ce qui en fait la 169e[3] édition linguistique de Wikipédia par le nombre d'articles et la 114e[4] par le nombre d'utilisateurs enregistrés, parmi les 287 éditions linguistiques actives.
- Le 13 octobre 2022, elle contient 3 020 articles et compte 23 537 contributeurs, dont 21 contributeurs actifs et 3 administrateurs.
- Le 2 septembre 2024, elle contient 3 117 articles et compte 25 982 contributeurs, dont 25 contributeurs actifs et 4 administrateurs.